# Габбер
Габбер (оригінальна назва з нідерландської Gabber або gabba, що з сленгу перекладається "друг,приятель" ) — це стиль електронної танцювальної музики та піджанр хардкор-техно , а точніше найголовніша субкультура Нідерландів. Габбер залишається дуже популярним у Нідерландах і останнім часом відроджується.
Термін «габбер» сягає своїм корінням до єврейського слова «khaver», що означає «подруга» або «друг». По граматичним правилам нідерландської Gg читаємо як Хх, тому вірніше вимовляти Хаббер.

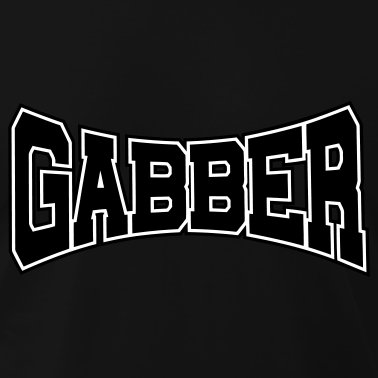

## Історія
"We have Arrived" — перший хардкор-техно трек, записаний у Німеччині 1990 році, це стало перед течією виникнення Габбер. Хардкор музика добре розвивалась в Бельгії та Німеччині та коли до виробництва цієї музики приєднались голландські продюсери, то їхній хардкор став відрізнятися двома критеріями : перше, вони почали писати саму швидку електрону музику в світі, а по друге вони "спотворили" бочку. 
У Роттердамі перший рух почався в клубі Parkzicht, де не було дрес-кодів ,на відміну від інших заможних клубів, де крутили хауз музику, бо тоді це була музика для "витонченої" публіки. В Амстердамі свого клубу не було, тому вечірки Габбер основувались на нелегальних аренах рейва Multigroove, апаратуру встановлювали на закинутих будівлях та в тунелях під автомагістралями. Сама ж субкультура появилась на "бажанні" весело провести вихідні після тяжких робочих днів, "забутись". У габберів швидко з'явилась своя музика, стиль, зачіски, сленг й своє місце для вечірок. Всі танцювали, поводились одинаково. Це все їх об'єднувало, була єдність, бути габбером значило визначити себе до "аутсайдерської" субкультури. Хоч тоді габбери якось старались відокремитись від інших, то зараз це як сімейна традиція. Батьки разом зі своїми дітьми ходять на рейви, танцюють, розказують історії з цього періоду тощо.
Габбер остаточно сформувався в 1993 році. Кар'єра Ді-джея Роб почалася в Parkzicht, величній віллі, перетворену на дискотеку, побудовану у 1900-х роках під тінню знаменитої Роттердамської Euromast. Ді-джей Роб був одним із перших виконавців, які грали на вінілі за допомогою драм-машини та експериментував з жорсткішим техно-звучанням, яке згодом стало відомим як Габбер.
На думку дослідника Kodwo Eshun Габбер висловлює граничне відчуття незадоволення, справжнє бажання досягнути всі можливі краї.
Коли економіка Нідерландів почала падати, Роттердам жив на виплатах від держави, діти почали хуліганити саме в таких умовах зародилась Габбер субкультура. Коли Ді-джеї захотіли створювати свої габбер вечірки, а приміщення їм ніхто здавати не хотів, то тут якраз з'явився спортивний-зал The Energiehal, який пізніше став рейв-габбер-центром. Всі чудово знали, що твориться на габбер вечірках, але місцевим й поліції це було тільки на руку, бо всі місцеві хулігани, всі хто діставали поліцію, портили статистику міста, вони перестали це робити й почали ходити на ці вечірки. Габбер став як своєрідний бунт в робітничому містечку Роттердам, де "пробитись" було достатньо тяжко й місцеві якби забували про це, їм ставало все одно на вечірках, вони всі були габберами, габбер це життя, "Ми раби Габбер". "Always Hardcore" — пісня, яка стала показовою в цьому жанрі, тобто хлопці сміються, б'ють свою машину, Хардкор — це коли радощі, сміх важливіші за матеріальне, все одно на машину.

## Стиль
Новій субкультурі потрібен був свій характерний стиль й уніформа габберів стала успішною формою протесту проти дрес-кодів, влади, всього хаусу світу. Головне саме їхній спортивний одяг виділяв їх як субкультуру, об'єднував, кожен був частиною цієї субкультури.
Наприкінці 80-х популярність ейсід хауса перекинулася із Британії через Північне море на Нідерланди. У голландській столиці хаус-музика вважалася долею мажорів та піжонів, її заводили в модних закладах, її вважали вишуканою та елітарною та до гламурних клубів Амстердама можна було зайти лише у дорогому одязі, на відміну в Роттердамі. Gabber, you can't come in here — «Чувак, тобі не можна», — цитата клубних вибивал, відома у столичних колах.
Кросівки Nike Air Max 90, представлені у 1991 році, які фірма присвятила саме цій субкультурі. Вони були визнані як найкраще взуття для танців габберів. Спортивний одяг для габберів був використаний для практичних цілей : танцювати та вільно потіти під час рейву. Спортивний одяг також носили у відповідь на елегантний вигляд. Яскраві Australians від італьянського теннісного бренду L'Alpina були вибором габберів, оскільки були найексклюзивнішими (і дорогими) у той час. Одяг вказував на тебе як на інсайдера, людину із вечірки, було круто ходити в цих модних куртках, спортивках це повищувало субкультурний капітал. Присяга на вірність габер-музиці починається з гоління голови,хоча насправді це не було обов'язково. Доречно згадати, що голять голи і футбольні хулігани — основа пролетарської молоді, якої вистачало що в Роттердамі, що в Амстердамі. І, звичайно, у двох міст були ворогуючі команди: у Амстердама «Аякс», а Роттердама — «Фейєноорд», два провідні клуби країни, кожен з яких поперемінно ставав місцевим чемпіоном, але столичний «Аякс» був титулованішим, ніж незмінно злив ротердамських фанатів . Ну і як згадували вболівальники: «У п'ятницю та суботу я був на незаконній хаус-тусі, а в неділю репетував за Аякс».

Хакка (Hakken), танець габберів

Танець габберів Hakken, що в перекладі означає "рубання", неймовірно складний, який заслуговує на години тренувань.

## Музика
Найпопулярніший у Нідерландах, Німеччині, Італії та Бельгії, характеризується важким звуком басового барабана, зазвичай створеним із спотворенням, як правило, 150-220 ударів на хвилину.
Суть звуку габеру полягає в спотвореному ударному звуку, посиленому до точки, де він стає прямокутною хвилею та видає впізнаваний мелодійний тон. Треки Gabber зазвичай також включають семпли та синтезовані мелодії з типовим темпом від 160 до 220 ударів на хвилину. Габбер характеризується звуком барабана. По суті, це відбувається від того, що взяти звичайний синтезований бас-барабан і сильно перевантажити його. Приблизно синусоїдальний зразок починає зрізатися у прямокутну хвилю зі висотою. Це призводить до низки ефектів: частотний спектр розширюється, таким чином досягаючи більш гучного та агресивнішого звуку. Він також змінює огинаючу амплітуди звуку, збільшуючи сустейн. Завдяки дисторшну барабан також розвиває мелодійний тон. Нерідкі випадки, коли патерн басового барабана змінює висоту впродовж пісні, щоб слідувати басовій лінії.
Другим часто використовуваним компонентом габер-треків є «гувер» (hoover), патч синтезатора Roland Alpha Juno. «Гувер» — це зазвичай спотворений, зернистий, розмашистий звук, який під час відтворення на низькій тональності може створити темну та задумливу басову лінію. Крім того, при грі на вищих тонах гувер стає агресивним, верескливим ведучим. У швидших габба-треках часто застосовуються надзвичайно швидкі патерни гуверу — часто використовується розрив (швидка зміна гучності між максимумом і тишею). Загальні елементи також включають гітарний риф (часто виконується наживо на габерських вечірках) і MCing (частіше також спотворений).

## Не соромся бути габбером

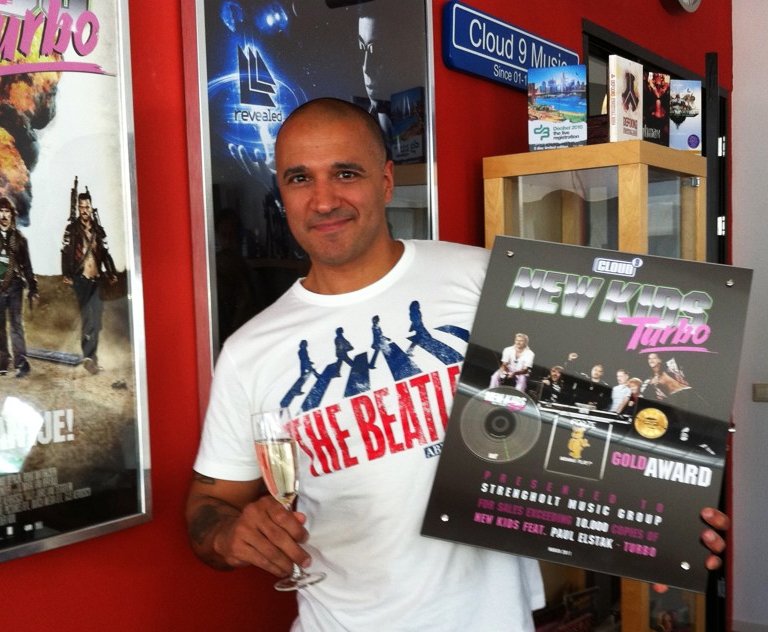
Пол Роджер Ельстак (Paul Roger Elstak), професійне ім'я DJ Paul Elstak

Роттердам скептично ставився до мажорів зі столиці. Роттердам кипів від ненависті: мало того, що він завжди рахувався другим містом країни, то ще й музику з тобою на додачу вважають другосортною. Впевненості надав ді-джей і музикант — молодий Пол Ельстак, він розпалював роттердамський хардкор як міг — і вигравіював на одній із платівок свого проекту Euromasters слоган: «Не соромся бути габером!». На завершення він прикрасив пластинку габер-хіта «Амстердам? Де це?!" картинкою , де хлопець мочиться на столицю.

## Занепад і відродження
Преса була привернута до надмірностей цієї субкультури. Репортажі зосереджувалися на хуліганстві, насильстві та надмірному вживанні наркотиків,що були на габбер сцені. Під час одного з рейвів в 1996 році в Energiehal у Роттердамі 19-річний Денніс Гаудаппель помер від передозування, хоча це була тільки підозра. Його історія була перетворена в документальне телевізійне розслідування в 1997 році голландськими мовниками VARA. Поліція почала масова закривати та розкривати всі вечірки.
До середини 90-х Габбер з андеграундного молодіжного культурного руху перетворився на товар рекламодавців. Наприклад, ось фірми, які зняли рекламні відео з цією субкультурою : Duyvis dipsaus, Kit Kat.
Hakkuhbar, створений Бобом Фоско, був першим гуртом, який займався пародією на габбер. Їхній трек "Gabbertje" потрапив на вершину голландських музичних чартів, коли він був випущений у 1996 році. Потім було багато інших пародійних виконавців, які відверто висміювали габбер музику та культуру. Це був початок кінця габбер сцени.
Тривале негативне медіа поширення, комерційна експлуатація, пародії та масове надмірне висвітлення - все це сприяло краху габбер-сцени. Наприкінці 90-х габбер був загальнонаціональним жартом, багато ді-джеїв відійшли від габберу в інші жанри. На цьому етапі ID&T випустив серію міні альбомів від DJ Promo, які демонстрували темніший, сиріший звук, натхненний Марком Акардіпаном і раннім PCP. "The promo files" ознаменував початок нової сцени, яка постає з попелу габберу в комплекті з новою уніформою. Голландський хардкор відродився.